# Razz
Razz, una variante del 7 card stud, è una particolare specialità del poker il cui scopo è formare la combinazione di 5 carte dal punteggio minore con le 7 carte (tre coperte e quattro scoperte) che vengono distribuite a ciascun giocatore. In questo tipo di gioco non avere nessuna combinazione batte avere una coppia, una coppia bassa batte una coppia alta, una qualsiasi coppia batte un tris e così via.
Le regole non prevedono valutazione di punteggio per scale e colori, cioè scale e colori non sono considerati punti fatti, e l'asso è sempre considerato la carta più bassa (una coppia di assi sarà perciò la coppia minima). Da tutto ciò deriva che la migliore combinazione possibile nel Razz è costituita da 5-4-3-2-A (indifferentemente dello stesso seme o meno).
Per quanto riguarda le puntate e la dinamica di gioco, essa è identica a quella del 7 card stud, tenendo presente che la prima puntata obbligatoria nel primo giro di puntate spetta a chi ha la carta più alta scoperta (perché è la mano scoperta peggiore), mentre nei giri di puntate successivi tocca aprire alla mano più bassa scoperta (perché è la mano scoperta migliore).
Il Razz è inserito nell'H.O.R.S.E.